# Громиш Олександр Якович

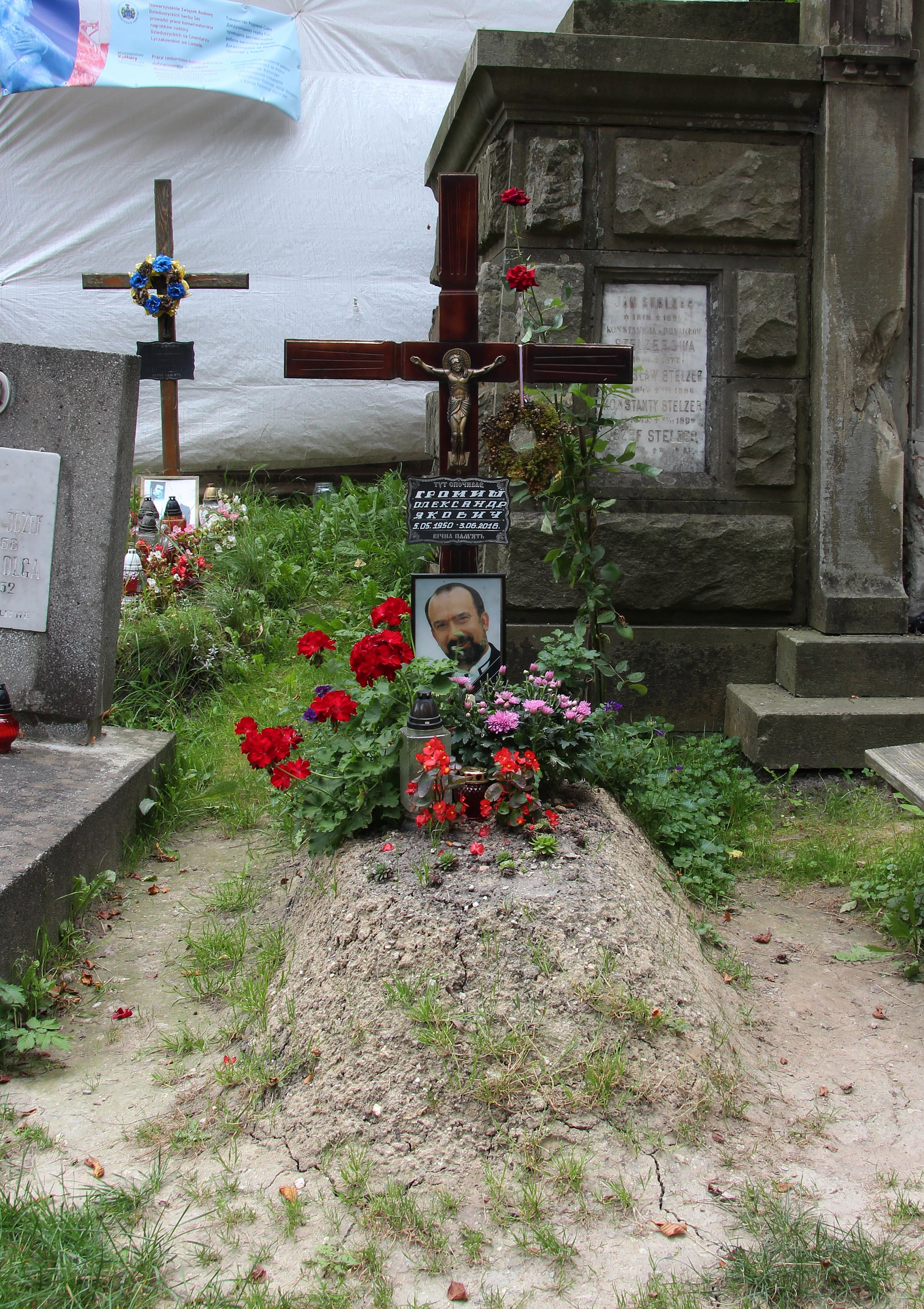
Могила Олександра Громиша на Личаківському цвинтарі (поле № 68)

Олекса́ндр Я́кович Гро́миш (5 травня 1950, с. Лука Золочівський район, Львівська область — 4 червня 2016, Львів) — український оперний співак, бас, народний артист України.

## Життєпис
Народився 5 травня 1950 року у селі Лука Золочівського району Львівської області.
У 1967—1969 роках навчався у Луцькому музичному училищі хорового диригування. З 1971 року, після служби в армії, вступив на вокальний факультет Львівської державної консерваторії імені Миколи Лисенка. Навчався у класі народного артиста СРСР П. П. Кармалюка.
У 1976 році закінчив консерваторію та розпочав творчу діяльність у Львівському Академічному театрі опери та балету імені Івана Франка (тепер Львівський національний академічний театр опери та балету імені Соломії Крушельницької). Виконував партії Мойсея в опері «Мойсей» Скорика, Івана Карася в «Запорожці за Дунаєм» Гулака-Артемовського, Василя Собакіна в «Царевій нареченій» Римського-Корсакова, Рене в «Іоланті» Чайковського, Рамфіса в «Аїді» Верді, Дона Базиліо в «Севільському цирульникові» Россіні, Анджелотті у «Флорії Тосці» Пуччіні, Монтероне і Спарафучіле у «Ріголетто» та Захарія в «Набукко» Верді.
Виступав на сценах Швейцарії, Австрії, Німеччини, Франції, Данії, Люксембургу, Угорщини, Польщі.
У 1988 році йому присвоєне присвоєне звання заслужений артист України, а 2002 році — народний артист України.
У 2003 році був випущений компакт-диск «Співає Олександр Громиш» із записами арій і пісень з опер.
Помер 4 червня 2016 року у Львові. Похований на Личаківському цвинтарі (поле № 68).